# Miesville (Minnesota)
Miesville es una ciudad ubicada en el condado de Dakota en el estado estadounidense de Minnesota. En el Censo de 2010 tenía una población de 125 habitantes y una densidad poblacional de 26,78 personas por km².

## Geografía
Miesville se encuentra ubicada en las coordenadas 44°35′57″N 92°49′9″O / 44.59917, -92.81917. Según la Oficina del Censo de los Estados Unidos, Miesville tiene una superficie total de 4.67 km², de la cual 4.67 km² corresponden a tierra firme y (0%) 0 km² es agua.

## Demografía
Según el censo de 2010, había 125 personas residiendo en Miesville. La densidad de población era de 26,78 hab./km². De los 125 habitantes, Miesville estaba compuesto por el 100% blancos, el 0% eran afroamericanos, el 0% eran amerindios, el 0% eran asiáticos, el 0% eran isleños del Pacífico, el 0% eran de otras razas y el 0% pertenecían a dos o más razas. Del total de la población el 0% eran hispanos o latinos de cualquier raza.